# Сад парадіс

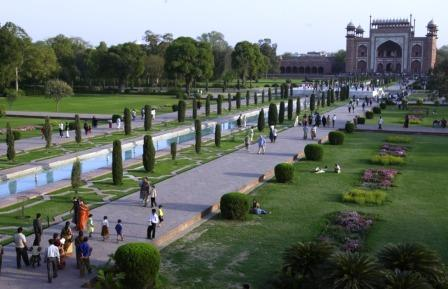
Сади Тадж Махалу, що поєднують воду, доріжки та геометричний дизайн, типові для саду парадіс.

Сад парадіс — особливий тип саду, який виник на Близькому Сході у VIII—VII сторіччях до н. е.

## Назва
Термін «парадіс» має давньоперське походження. Початково це було одне складене слово, що означало «оточену стінами територію або сад» — від перських слів pairi (довкола) та daeza або diz (стіна, цегла або форма). Ксенофонт переклав перське слово pairidaeza у грецьке Paradeisos.

## Історія
Першими сади такого типу почали закладати володарі Ассирії, для яких ритуальне полювання на лева підтверджувало право на корону, а не лише було королівським видом спорту. Правителі Ахеменідів запозичили ассирійську форму для створення садів в межах закритих королівських мисливських парків — парадісів. А згодом, вже за ахеменідським зразком, сади подібного типу почали створювати і в інших країнах — саме тому як синонім до терміну «сад парадіс» поширеним є визначення «перський сад», зокрема й для того, щоб не виникало плутанини через додаткові індоєвропейські значення слова «парадіс» (рай).
В період панування Селевкідів вони були доповненні жертовниками, присвяченими Пану, німфам та сатирам. В цейперіодпарадіс перетворюється на царські мисливські заповідники. Практично в кожній сатрапії було розташовано такий сад.

## Стиль та планування
Стиль саду парадіс заснований на посушливому чи напівпосушливому середовищі його місця походження. В першу чергу це виокремлення території, яка обробляється, стінами. Це дозволяє захистити від навколишнього середовища рослини, за якими доглядають та поливають. Найбільш проста й поширена форма стін — це чотирикутник, і він став одним з основних елементів саду. Іншим спільним елементом є вода, часто в каналах, ставах чи струмках, деколи у фонтанах, менш поширено — у вигляді водоспадів різних типів.
Прямокутна чи прямолінійна тематика саду поширюється і на форми для води, які часто використовуються для поділу саду на чотири частини. Таке планування є відзвуком чотирьох рік саду Едем, і багато символізму цього саду походить саме з цього зв'язку. Часто повторюваною темою садів парадіс є контраст між регулярним плануванням саду та неформальністю вільно зростаючих рослин.

## Похідні типи садів
Сад парадіс є одним з декількох фундаментальних первинних типів садів, від яких походять усі сади світу, в різних комбінаціях. У найпростішій формі, сад парадіс складається з квадрату води з достатнім напором, щоб вона текла, та піднятої платформи, щоб спостерігати за водою. Спочатку на платформі був тент, потім замінений павільйоном, а тінь надають регулярно розташовані дерева, особливо ченар чи платан, периметр саду оточений стіною для безпеки та приватності. У такому pairedeza чи парадісі запахи та плоди є важливим елементом, оскільки вони утворюють символ вічного життя — дерево з джерелом біля підніжжя, від якого починається струмок.
Сад парадіс став основою багатьох садових традицій ісламу, а пізніше і Європи. Приклади садів парадіс та їх похідних можна побачити сьогодні в багатьох historic gardens Ісламських та європейських країн. На сході сад парадіс дав початок могольським садам Індії, пізнім прикладом яких є сади Тадж Махалу в Агрі. На самому заході Європи, вони найкраще відомі мощеними каменем та плиткою двориками з аркадами, басейнами та фонтанами маврської Андалусії. Вони також використані як основний дизайн для садів Версаля, що майже точно повторюють форми садів парадіс, та як натхнення для садів Лувра. Іншими прикладами є тераси багаї на горі Кармель та сади в маєтку Бахджі, обидва з яких є великими садами зі складним дизайном, що враховує будівлі цих місць.

## Рекомендована література
- Lehrman, Jonas Benzion (1980). Earthly paradise: garden and courtyard in Islam. University of California Press. ISBN 0520043634.
- Villiers-Stuart, C. M. (1913). The Gardens of the Great Mughals. Adam and Charles Black, London. Online text of history of Indian gardens.